# بحيرة هوبا
بحيرة هَوبا تعرف أيضاً ببحيرة بئدئشير أو هيرم هي بحيرة مالحة في ناحية بيدشهر، مقاطعة أوز، محافظة فارس، إيران.